# يونيفرسال سيتي

موقع المدينة في ولاية كاليفورنيا

يونيفرسال سيتي هو حي في المنطقةِ سان فرناندو فالي محافظة لوس انجليس، كاليفورنيا يقع في يونيفرسال سيتي عشرة فنادق منها شيراتون وهيلتون العالمية ويوجد في المدينة أيضا حديقة استوديوهات هوليوود

ولاية كاليفورنيا

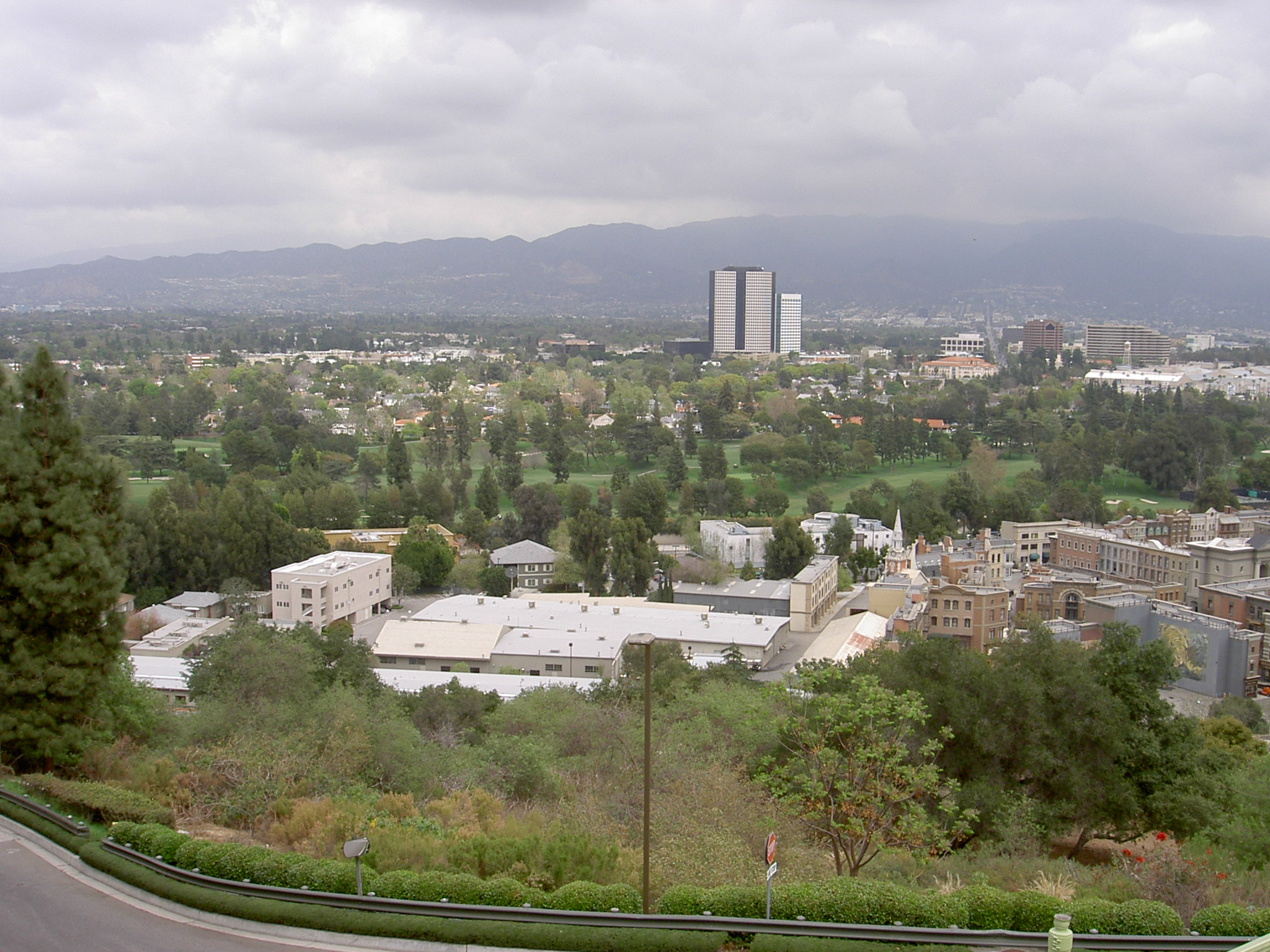
صورة لليونيفرسال سيتي من احدى المرتفعات

1. ↑  GeoNames (بالإنجليزية), 2005, QID:Q830106